# Kowniatek nadmorski
Kowniatek nadmorski, kowniatek morski, koper morski, babia sól nadmorska (Crithmum maritimum L.) – gatunek rośliny z rodziny selerowatych (Apiaceae). Jedyny przedstawiciel rodzaju kowniatek Crithmum L. Rośnie dziko na wyspach Makaronezji, wybrzeżach Morza Śródziemnego i Czarnego oraz wzdłuż atlantyckich wybrzeży Europy Zachodniej po Wielką Brytanię (Szkocję) i Holandię na północy. Poza tym roślina uprawiana w różnych częściach świata (m.in. w Stanach Zjednoczonych) i dziczejąca, np. na wybrzeżach Nowej Południowej Walii (Australia). Zasiedla skaliste brzegi mórz, rzadziej także żwirowe i piaszczyste.
Roślina jadalna – spożywane są jej mięsiste liście, zwykle marynowane, dodawane do sałatek i innych potraw jako przyprawa, są też gotowane i podawane z masłem. Roślina ceniona jest ze względu na przyjemny smak powodowany dużą zawartością olejków eterycznych, poza tym jest wartościowa odżywczo i zdrowotnie. Ze względu na charakterystyczne wymagania ekologiczne jest to perspektywiczna roślina warzywna, która może być uprawiana na glebach słonych.
Roślina dawniej stosowana była także jako lecznicza.

## Morfologia
PokrójNaga bylina o pędzie drewniejącym u nasady i osiągającym zwykle 15–50 cm wysokości.
LiściePojedynczo lub podwójnie pierzaste, z segmentami mięsistymi, równowąsko-lancetowatymi, na końcach zaostrzonymi, o długości do 5 cm.
KwiatyŻółtawo-zielone, zebrane w baldaszki, te z kolei zebrane po 8–36 w baldach złożony. Szypuły baldacha sztywne, tęgie. Pokrywy i pokrywki trójkątnie-lancetowate do równowąskich. Działki kielicha drobne. Płatki korony sercowate, o końcach zagiętych.
OwoceRozłupnie rozpadające się na dwie rozłupki, niespłaszczone, jajowate lub podługowate, o długości 5–6 mm, na powierzchni z wyraźnymi, grubymi żebrami. Owocnia gąbczasta.

## Systematyka
Pozycja systematyczna
Gatunek typowy monotypowego rodzaju Crithmum Linnaeus, Sp. Pl. 246. 1 Mai 1753. Rodzaj ten w obrębie rodziny selerowatych (baldaszkowatych) Apiaceae klasyfikowany jest do podrodziny Apioideae, plemienia Pyramidoptereae.